# سن-ژدئون-دو-بوس، کبک
سن-ژدئون-دو-بوس (به فرانسوی: Saint-Gédéon-de-Beauce) شهری در منطقه شهری بوس-سارتیگان ناحیه شودییر-آپالاش در استان کبک کانادا است. در سرشماری سال ۲۰۱۱ این شهر ۲٬۴۳۰ نفر جمعیت داشته‌است و مساحت آن ۱۹۳٫۴۵ کیلومتر مربع است.